# Dalaba

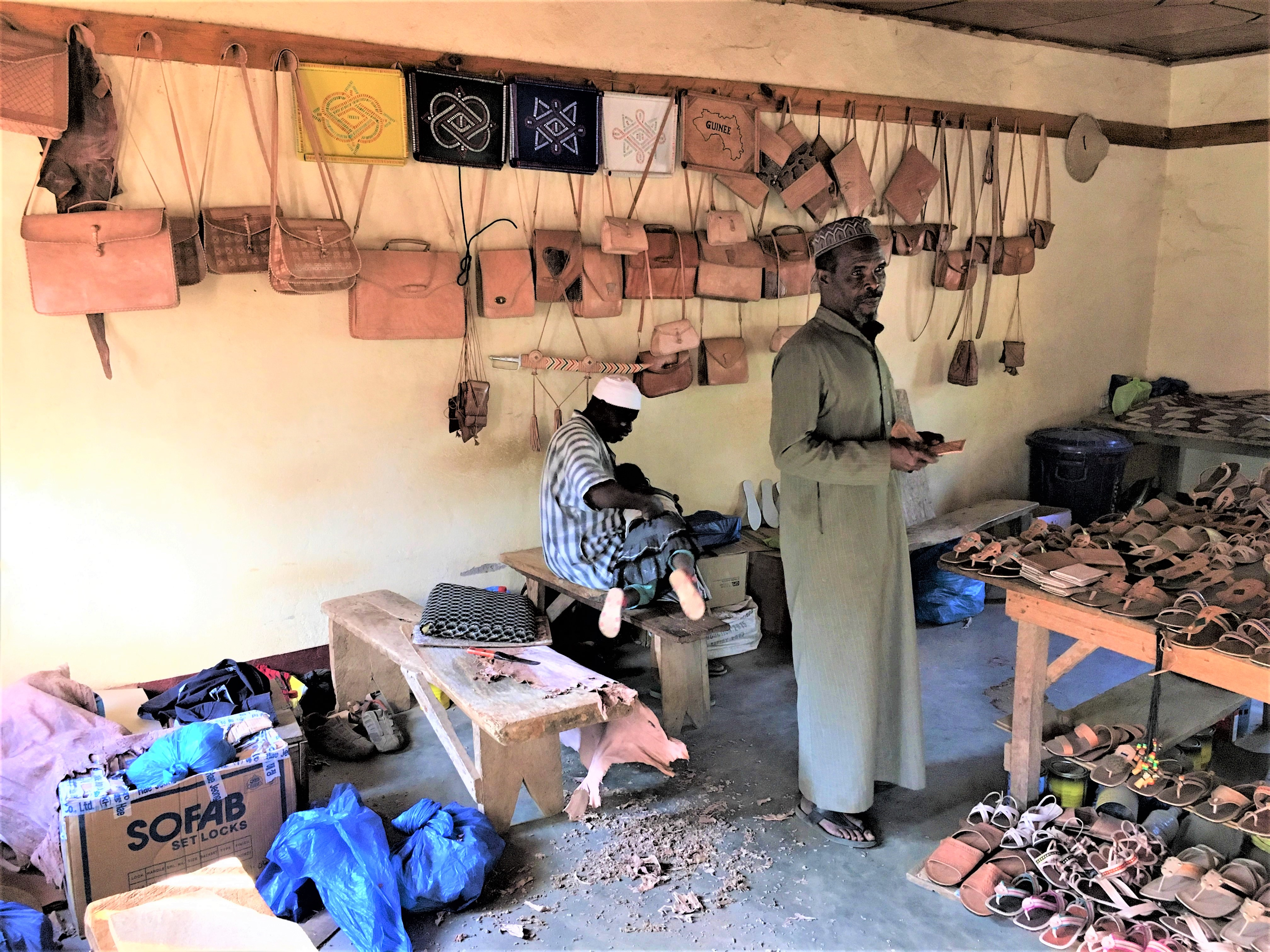
Verkauf von Lederwaren in Dalaba (Dezember 2020)

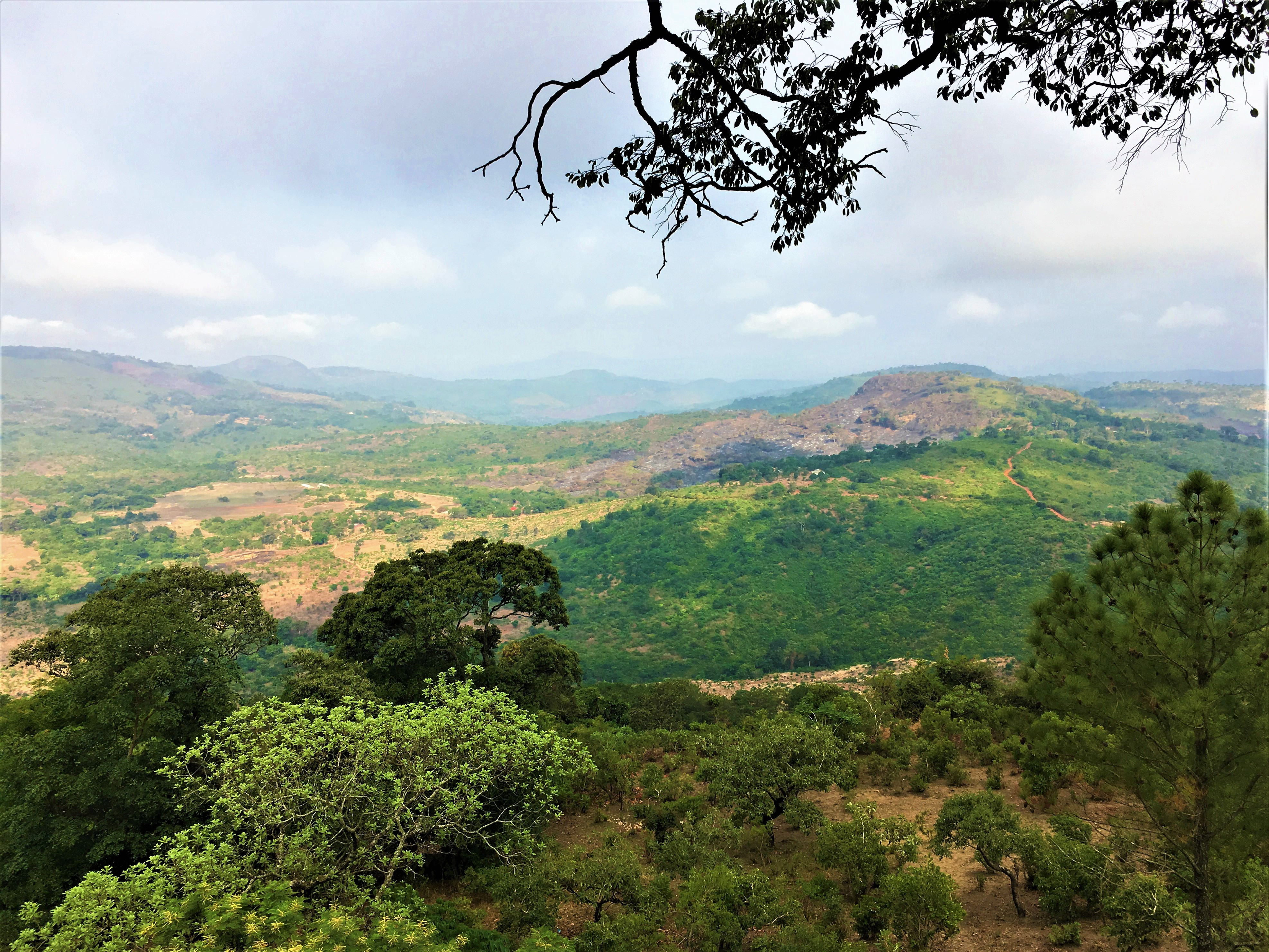
Hügellandschaft südlich von Dalaba (April 2019)

Dalaba ist der Hauptort der Präfektur Dalaba in der Region Mamou in Guinea (Westafrika), ca. 280 Kilometer von Conakry entfernt gelegen. Sie liegt zwischen Mamou und Labé und ist mit 1.200 Meter über Meer die höchstgelegene Stadt Guineas und gehört zum Fouta Djallon, zur Hügel- und Berglandschaft Mittelguineas.

## Bildung
2004 wurde in Dalaba das Institut für Wissenschaft und Veterinärmedizin (englisch: Higher Institute of the Sciences and Veterinary Medicine ISSMV) durch das Ministerium für höhere Bildung etabliert. Es umfasst Veterinärmedizin, Biotechnologie, Produktionstechnik und Fischereiwesen. 2006 konnten erste Studierende aufgenommen werden, 2017 waren 788 Studierende eingeschrieben, darunter waren auch Personen aus anderen westafrikanischen Staaten.

## Wirtschaft
Von überregionaler Bedeutung sind der Gemüseanbau, der Erdbeeranbau, die Indigofärberei und ein abnehmender Baumbestand von etwa 70 km².